# Луиза Фернанда Испанская
Мария Луиза Фернанда Испанская (исп. María Luisa Fernanda, infanta de España; 30 января 1832, Мадрид — 2 февраля 1897, Севилья) — инфанта Испании и герцогиня Монпансье. Она была младшей дочерью Фердинанда VII и Марии Кристины Бурбон-Сицилийской. Имя Марии Луизы носит главный парк в андалусской столице.

## Биография
Когда её старшая сестра Изабелла II заняла трон, инфанта Луиза-Фернанда была наследной принцессой с 1833 по 1851 года, когда родилась старшая выжившая дочь Изабеллы.
По слухам того времени жених её сестры-королевы, Франсиско де Асис Бурбон был гомосексуалом и, возможно, импотентом. Родственник испанских Бурбонов король Луи-Филипп I рассчитывал, что брак испанской королевы будет бездетным, а для того, чтобы корона в итоге досталась его внукам, он организовал помолвку своего младшего сына Антуана Орлеанского с испанской инфантой Луизой Фернандой.
10 октября 1846 года четырнадцатилетняя Луиза Фернанда и двадцатидвухлетний Антуан Орлеанский сочетались браком на двойной свадьбе, где второй парой были Изабелла II и Франсиско де Асис Бурбон. Супругу Луизы Фернанды был пожалован титул инфанта. Первое время после свадьбы пара жила в Париже, а затем перебралась в Севилью, где поселилась во дворце Сан-Тельмо. Из-за постоянных притязаний на трон Испании её мужа отношения с царственной сестрой у Луизы Фернанды были напряжёнными.
В 1848 году свёкор Луизы Фернанды был свергнут, в том же году шестнадцатилетняя инфанта родила свою первую дочь Марию Изабеллу.
В 1868 году в Испании свершилась революция, известная как «Славная», которая свергла Изабеллу II. Герцогская семья была вынуждена отправиться в изгнание. 12 марта 1870 года муж Луизы Фернанды убил на дуэли деверя королевы инфанта Энрике Бурбона, за что был приговорен к ссылке и штрафу.

## Дети
За свою жизнь инфанта Луиза Фернанда родила 9 детей, но лишь 5 из них дожили до взрослого возраста:
- Мария Изабелла (1848—1919)
- Мария Амалия (1851—1870),
- Мария Кристина (1852—1879),
- Мария де ла Регла (1856—1861),
- ребёнок (1857—1857),
- Фернандо (1859—1873),
- Мерседес (1860—1878), первая жена испанского короля Альфонса XII,
- Фелипе (1862—1864),
- Антонио (1866—1930), герцог Галлиера, супруг Эулалии Испанской (1864—1958), имел потомство,
- Луис (1867—1874).

Умерла герцогиня во дворце Сан-Тельмо 2 февраля 1897 года. Похоронена в Эскориале.

## Официальные титулы
- 10 января 1831 — 10 октября 1846 Её Королевское Высочество Инфанта Луиза Фернанда Испанская
- 10 октября 1846 — 4 февраля 1890 Её Королевское Высочество Инфанта Луиза Фернанда, герцогиня Монпансье
- 4 февраля 1890 — 2 февраля 1897 Её Королевское Высочество Инфанта Луиза Фернанда, вдовствующая герцогиня Монпансье